# Vlado Lisjak
Vlado Lisjak (ur. 29 kwietnia 1962 w Petrinja) – chorwacki zapaśnik, w barwach Jugosławii złoty medalista olimpijski z Los Angeles.
Walczył w stylu klasycznym, w kategorii lekkiej (do 68 kilogramów). Zawody w 1984 były jego jedynymi igrzyskami olimpijskimi i pod nieobecność zawodników z części krajów tzw. Bloku Wschodniego odniósł największy sukces w karierze.